# Assetto Corsa
Assetto Corsa es un videojuego de carreras de simulación desarrollado por Kunos Simulazioni. Está diseñado con énfasis en una experiencia de carreras realistas con soporte para una amplia personalización y modificación. El juego se lanzó por primera vez a través del programa Steam Early Access el 8 de noviembre de 2013y abandonó oficialmente el acceso anticipado como versión de lanzamiento final el 19 de diciembre de 2014.
La distribuidora de videojuegos 505 Games en asociación con Kunos Simulazioni anunció el 3 de junio de 2015 que llevarían el juego a Xbox One y PlayStation 4 en 2016.El 24 de febrero de 2016 se anunció que el lanzamiento de la consola se retrasó hasta el 3 de junio de 2016.  El 24 de febrero de 2016 se anunció de nuevo que el lanzamiento para consolas se retrasaría hasta el 3 de junio de 2016.505 Games y Kunos Simulazioni anunciaron nuevamente otro retraso y una nueva fecha de lanzamiento para las versiones de consola el 6 de mayo de 2016; el juego se lanzó en consolas el 26 y 30 de agosto de 2016 en Europa y América del Norte, respectivamente.

## Jugabilidad
Assetto Corsa es un simulador de carreras que intenta ofrecer una experiencia de conducción realista con una variedad de autos de carretera y de carreras a través de física detallada y simulación de neumáticos en pistas de carreras recreadas mediante tecnología de escaneo láser. Admite una variedad de periféricos como mouse, teclado, mando, pantallas triples, seguimiento de cabeza TrackIR, capturadoras de movimiento y sistemas de Realidad Virtual (VR), así como Nvidia 3D Vision y sistemas de movimiento profesionales. El software se puede ampliar mediante contenido modificado por terceros.
El juego permite ajustar la configuración de realismo según la experiencia del jugador, que va desde asistencias artificiales hasta ajustes "de fábrica" o asistencias totalmente desactivadas. Hay una variedad de modos y configuraciones de sesión disponibles para el juego en solitario y en línea. Se pueden jugar en solitario o contra la inteligencia artificial en campañas sin conexión, eventos especiales, campeonatos personalizados, vuelta rápida, carrera rápida, deriva, arrastre y sesiones de fin de semana de carreras. Una herramienta de gestión de servidores permite crear servidores para sesiones en línea, y también se admiten sesiones en LAN.
Al unirse a una sesión en línea o fuera de línea, los jugadores pueden ajustar su automóvil a través de una interfaz de configuración. Dependiendo del automóvil, esto incluye relaciones de transmisión, compuestos de llantas, presiones de llantas, combustible, configuraciones de suspensión como barras estabilizadoras, velocidades de ruedas, altura de manejo, rango de recorrido, configuraciones de amortiguadores como topes y rebotes, amortiguadores de movimiento, configuración de alineación, ajustes de la transmisión para bloqueo del diferencial y precarga, ajustes híbridos, polarización de los frenos, potencia de frenado, limitador del motor, etc. Asistencias como control de tracción y ABS, KERS, ERS y ajustes del freno motor y polarización de los frenos. Se puede además ajustar sobre la marcha mediante teclas de acceso rápido.
La interfaz de usuario en el juego consta de múltiples "escritorios virtuales" que permiten colocar manualmente una amplia variedad de "aplicaciones" en cualquier parte de la pantalla, y la selección se puede ampliar mediante aplicaciones personalizadas escritas en el lenguaje Python. La API permite acceder a los datos de sesión y simulación a través de LCD externas o aplicaciones para teléfonos, y la simulación exporta datos de telemetría en un formato compatible con software profesional de análisis de datos.

## Desarrollo
Kunos Simulazioni construyó Assetto Corsa sobre la experiencia adquirida con el desarrollo de netKar Pro y Ferrari Virtual Academy. El estudio adquirió conocimientos prácticos trabajando de cerca con los deportes de motor reales, ya que su oficina de I+D se encuentra en el circuito de Vallelunga, Italia. El juego incluye versiones de circuitos internacionales (inspeccionados con tecnología de escaneo tradicional y láser), así como muchos autos de marcas mundiales de automóviles, que van desde autos de carretera de todos los días hasta prototipos de carreras y vehículos históricos.
Assetto Corsa comenzó a desarrollarse en 2010 con un proyecto de escuela de manejo para Automobile Club d'Italia. En 2011, Kunos se movió para desarrollar el juego en el motor de Unity, sin embargo, debido a las limitaciones de la capacidad de integración externa, es decir, no era amigable con los modding, y debido a los largos tiempos de carga, decidieron dejarlo así y, a finales de 2011, construyeron un nuevo motor completamente dentro de la casa en su lugar.
El juego está codificado en múltiples lenguajes de programación. C++ se utiliza para la parte de simulación y Go para el servidor multijugador. La interfaz de usuario y el núcleo del iniciador están codificados en C#, pero la interfaz en HTML permite a los usuarios crear modificaciones de interfaz. Python se puede usar para desarrollar complementos para recuperar datos de simulación en tiempo real. Las API utilizadas son DirectX 11 para gráficos, FMOD para sonido y EDO para detección de colisiones y Physics engine.

### PC Demo
Assetto Corsa Technology Preview fue un punto de referencia jugable que se lanzó el 22 de febrero de 2013. Ofreció un auto, Lotus Elise SC, y una pista, Autodromo dell'Umbria en Magione, Italia, así como dos modos de juego, práctica libre y ataque por tiempos. El propósito principal de la vista previa era permitir a los usuarios probar su motor por primera vez, probarlo e informar comentarios. La vista previa requería que el jugador tuviera una licencia de netKar Pro.

### Acceso anticipado PC
Assetto Corsa recibió luz verde en Steam Greenlight el 13 de junio de 2013. El juego se lanzó a través del programa Early Access de Steam el 8 de noviembre de 2013. Este servicio permite a los desarrolladores lanzar un producto funcional pero aún incompleto, como las versiones beta, para permitir a los usuarios comprar el título y ayudar a proporcionar financiamiento, pruebas y comentarios sobre la producción final. A través del programa Early Access, el juego recibió actualizaciones aproximadamente cada dos semanas, agregando contenido nuevo y mejorando características y características existentes.

### Lanzamiento PC
El Release Candidate, una versión completa del juego, se lanzó el 15 de octubre de 2014. La versión final, luego de una corrección general de errores y optimizaciones de rendimiento, se lanzó el 19 de diciembre de 2014. El juego continúa recibiendo actualizaciones gratuitas, nuevas funciones y DLC pagado. con contenido adicional como nuevos autos y pistas.

### Lanzamiento en consolas
En mayo de 2015, se anunció la versión del juego para PlayStation 4 y Xbox One. Fue publicado por 505 Games y se publicó después de retrasos el 26 y 30 de agosto de 2016 en Europa y América del Norte, respectivamente. Marco Massarutto, cofundador y gerente ejecutivo de Kunos Simulazioni, afirma que el modelo físico de la versión de la consola es idéntico a la versión para PC y que los motores de renderizado y física tuvieron que ser reconstruidos para utilizar mejor los subprocesos múltiples: los objetivos de rendimiento para el PlayStation 4 es 1080p a 60FPS, y la Xbox One "coincide con la PS4 lo más cerca posible". La versión de consola del juego recibió una nueva interfaz de usuario optimizada para usar con un gamepad.
El 14 de febrero de 2018, se anunció un nuevo lanzamiento llamado Ultimate Edition para consolas, que contiene todos los DLC lanzados anteriormente. Esta versión final estará disponible el 20 de abril de 2018.

### Actualizaciones de contenido gratis
Desde el lanzamiento del programa Steam Early Access, el contenido del juego de la versión para PC se ha ampliado con varias actualizaciones gratuitas. Las versiones de consola publicadas más tarde reciben el mismo contenido con un calendario de lanzamiento ligeramente diferente. El 24 de diciembre de 2014, poco después del lanzamiento del juego, el parche 1.0.1 trajo la marca Ruf al juego en forma del CTR Yellowbird de 1987.
El parche 1.2 el 31 de julio de 2015 vio la introducción del Circuito Park Zandvoort, y agregó el Alfa Romeo MiTo QV, el Audi Sport Quattro, el Lamborghini Miura P400 SV, el Nissan R35 GT-R NISMO y el Toyota GT86 al juego.
Con el parche 1.5 el 31 de marzo de 2016, se lanzó una importante actualización gratuita para el juego, que trae una nueva ubicación ficticia con el nombre de Estados Unidos llamada Black Cat County, disponible en 3 diseños, dos diseños adicionales de Nürburgring, un diseño adicional de resistencia Nürburgring Nordschleife, el clásico Vallelunga diseñó, nuevas distancias de la banda de arrastre, un retrabajo gráfico de la mayoría de los circuitos existentes en el juego, así como la introducción del Abarth 595 SS (incluidas las variantes), Chevrolet Corvette C7 Stingray y el Ford Mustang 2015.

### Contenido descargable
El contenido descargable (DLC) de Dream Pack 1 se lanzó el 11 de marzo de 2015, agregando una serie de nuevas licencias de autos al juego: Alfa Romeo 155 V6 Ti, Alfa Romeo 4C, Alfa Romeo GTA, BMW M235i Racing, Chevrolet Corvette C7.R , McLaren F1 GTR, McLaren P1, Mercedes 190E Evo II, Sauber-Mercedes C9 y Nissan GT-R Nismo GT3. También presenta el Nürburgring Nordschleife escaneado con láser en tres diseños diferentes que tardaron más de dos años en fabricarse.
El DLC de Red Pack se lanzó el 14 de julio de 2016, presentando al juego la marca Maserati y el Red Bull Ring con láser en GP y diseños nacionales, que contiene siete autos como el Ferrari 488 GT3, Ferrari F138, Ferrari SF15-T, Lamborghini LP 750-4 Aventador SV, el monoplaza clásico Maserati 250F y 250F T2 GP de seis y doce cilindros y el Maserati GranTurismo MC GT4. La introducción de la Fórmula 1 moderna extiende los sistemas híbridos simulados en el juego con los complejos Sistemas de Recuperación de Energía (ERS) utilizados en la F1 moderna.
El 25 de octubre de 2016, Kunos lanzó el DLC Porsche Pack Volume 1. Introduce la marca Porsche en el juego junto con siete autos nuevos: el 718 Cayman S, el 911 Carrera RSR 3.0 de 1974, el 911 Carrera S de 2015, 917/30 Spyder, 918 Spyder Weissach, 935/78 "Moby Dick" y Cayman GT4 Clubsport.
El DLC del paquete de celebración del 70 aniversario de Ferrari, lanzado el 19 de septiembre de 2017, agregó siete nuevos automóviles Ferrari: el 250 GTO, 288 GTO, 312/67, 330 P4, 812 Superfast y el F2004, así como un séptimo auto de la comunidad votado por La historia de Ferrari. Luego de recibir más de 30000 votos en total, el resultado final de la encuesta que se incluirá en el DLC es el 2017 Ferrari SF70H con 15.39% de los votos.

### Soporte de realidad virtual
El soporte de VR preliminar para Oculus Rift Development Kit 1 se agregó por primera vez en 2013 y el soporte se actualizó durante todo el período de acceso temprano del juego.
El trabajo en el soporte de Oculus cesó después de que el soporte para el Kit de desarrollo 2, con Kunos Simulazioni citando una mayor dificultad para mantener el último Oculus SDK, mientras que las prioridades de producción se centran en las actualizaciones para la versión para PC y la preparación para el lanzamiento de la consola, prometiendo "apoyar el VR - no necesariamente solo el Oculus Rift, cuando podremos tomar el tiempo y los recursos necesarios ". En una encuesta oficial de la comunidad en los foros de soporte oficial (se requiere registro), abierto del 2 al 9 de abril de 2016," VR support "alcanzó el primer lugar con un 25% de un total de 4801 votos.
Con la actualización 1.6 lanzada el 18 de mayo de 2016, el estudio de desarrollo implementó el soporte pre-Alpha para Oculus Rift SDK 1.3, permitiendo el soporte para la versión para el consumidor del Oculus VR HMD. Gracias a una solución alternativa con el software ReVive, esta versión del simulador también funciona con el HTC Vive: se confirmó que el soporte oficial del dispositivo se lanzará en una fecha posterior. El 22 de marzo de 2017, el parche 1.13 agregó la implementación beta del soporte de Vive a través de OpenVR.

## Modding
El juego fue diseñado para admitir la modificación y creación extensiva de autos y pistas adicionales por los propios usuarios. Un editor especial WYSIWYG, incluido con el juego, permite la importación de modelos 3D (en formato de archivo FBX) y permite a los artistas asignar propiedades y sombreadores de material a los objetos, con énfasis en la facilidad de uso. El editor exporta un solo archivo de modelo de juego y no permite abrir o agregar objetos a un archivo ya exportado. El juego también admite la adición de widgets y complementos de terceros escritos en Python, C++ y C#, para usos como telemetría o mejoras de interfaz.
Gracias a estas características y al éxito del juego, se encuentra disponible una amplia y creciente biblioteca de modificaciones. Los desarrolladores Kunos Simulazioni decidieron reconocer el trabajo de calidad y la dedicación de la comunidad de modding mediante la implementación de una serie de modificaciones como contenido publicado oficialmente y contratar a sus creadores a comisión o a tiempo completo.

## Hardware
El 10 de abril de 2015, Kunos Simulazioni anunció una asociación con RSeat Ltd. y France Simulateur SARL y el lanzamiento de un equipo de simulación completo de marca Assetto Corsa llamado RSeat RS1 Assetto Corsa Special Edition, que admite una amplia gama de periféricos y se puede actualizar con total sistemas de movimiento. La versión Steam de Assetto Corsa está incluida en este paquete.

## Recepción
Assetto Corsa (PC) recibió críticas en su mayoría positivas. Recibió críticas "generalmente positivas" de los críticos. La versión para PC recibió una puntuación agregada de 85/100 en Metacritic, y la versión de PS4 recibió 73/100.
Eurogamer.net escribe: "La solución de Kunos es simple, elegante y, si hay algún sentido común que golpea a otros desarrolladores, seguramente es un estándar para todos los juegos de conducción que siguen". y concluye: "El enfoque láser de Assetto Corsa en la experiencia de manejo funciona de maravilla, y cuando se trata de replicar ese placer simple y brillante, no hay otro juego en este momento que lo haga mejor". en su revisión de PC de enero de 2015 y otorgó al juego una puntuación de 9/10 y una etiqueta de plata "Recomendada". El sitio web hermano de Eurogamer.net, Eurogamer.it, revisó el juego antes el 16 de octubre de 2014 y le otorgó el mismo puntaje de 9/10.
Justin Sutton de Motorsport.com escribe "Assetto Corsa es un juego hermoso, el resultado de la precisión y precisión del escaneo láser, con buen sonido, inteligencia artificial que necesita mejorar y una comunidad multijugador que realmente podría beneficiarse de corredores más limpios. Los mods disponibles para el simulador, sin embargo, lo lleva al siguiente nivel", concluyendo:"Si está buscando un buen simulador para ingresar a la comunidad de simuladores, Assetto Corsa es una opción fantástica que proporcionará una increíble cantidad de autos y pistas para un pago único".
El 15 de mayo de 2015, Tim Stone, de Rock, Paper, Shotgun colocó a Assetto Corsa en el lugar cinco de su lista de "Los 25 mejores juegos de simulación jamás creados". El juego se ha presentado regularmente en la simulación del sitio web y en la sección The Flare Path centrada en el juego de guerra.
En su revisión de 2015 de la versión para PC, la revista de automóviles británica Evo destaca la física de Assetto Corsa, escribiendo "Algunos aspectos que otros juegos apenas tocan, como la deformación de los neumáticos y los modelos de fricción precisa, son impresionantemente precisos", y concluye: "Qué Assetto Corsa pulcramente demuestra la variedad disponible en el mercado de juegos de simulación de carreras, y también las diferentes interpretaciones de los desarrolladores sobre el término 'simulación'. (...) Aunque carece de vehículos y circuitos en este momento, Assetto Corsa es una de las mejores simulaciones que hemos encontrado. intentado". Sin embargo, en septiembre de 2016, PlayStation Official Magazine dijo que "como un juego de carreras real, es bastante tranquilo, con características ligeras y, a menudo, injustamente difícil".
Declarando el 2015 "año del juego de carreras", Mike Channell, de la revista británica de automóviles TopGear, escribió: "Lanzado a finales de 2014, Assetto Corsa es un simulador de PC tácticamente espectacular que ofrece un garaje lleno de autos que te darán la vuelta". En una vista previa de la próxima versión de la consola en enero de 2016, TopGear escribe "Assetto Corsa podría no tener la misma historia histórica que Forza o Gran Turismo, pero ya estableció su brillantez en la PC y como con casi todo lo construido por los italianos, está forjado con todo -consumiendo la pasión".
Al ver el juego para el próximo lanzamiento de la consola, Curtis Mouldrich de RedBull.com afirma que "Aunque no tuvimos la oportunidad de jugar el juego con un controlador, al menos con un volante, Assetto Corsa es una revolución. Abrazando la realidad y modelando A la perfección, Assetto Corsa en realidad es un juego más entretenido. Incorpore un sonido súper realista, inteligencia artificial sólida y gráficos suaves, y Assetto Corsa podría ser el punto de referencia que Gran Turismo Sport, Project CARS 2 y Forza 7 tendrán que vencer". En contraste, GamesMaster dijo que "carece de la mayoría de las áreas en comparación con sus rivales".
A partir de mayo de 2016, el juego está clasificado entre los simuladores de carreras más jugados en la plataforma Steam. Hay más de 900 servidores multijugador activos para Assetto Corsa y el juego es utilizado por varias ligas de todo el mundo. En racedepartment.com se han publicado más de 9000 modificaciones para el título hasta octubre de 2018.
Kunos Simulazioni ha declarado desde el lanzamiento del juego que debido a las limitaciones del motor y al pequeño tamaño del desarrollador del software, el juego no admitiría características tales como condiciones climáticas húmedas, lluvia, carreras nocturnas o IA compatible con carreras de múltiples clases. Según el ingeniero de simulación James Dover, el juego se ofrece en términos de gráficos, pero considera que su motor de física "carece de seriedad". A partir de mayo de 2016, varias actualizaciones del juego resolvieron o mejoraron muchos de los problemas enumerados como AI, netcode, física y paradas de IA para un solo jugador, y el juego continúa actualizándose en todas las áreas con cadencia regular.
El juego alcanzó el número 8 en la lista de ventas del Reino Unido. Llegó al número 3 en Australia y al número 5 en Nueva Zelanda. El juego ha vendido un total de 1.4 millones de copias.